# Trifolium purpureum
Trifolium purpureum är en ärtväxtart som beskrevs av Jean Loiseleur-Deslongchamps. Trifolium purpureum ingår i släktet klövrar, och familjen ärtväxter. Inga underarter finns listade i Catalogue of Life.

## Bildgalleri

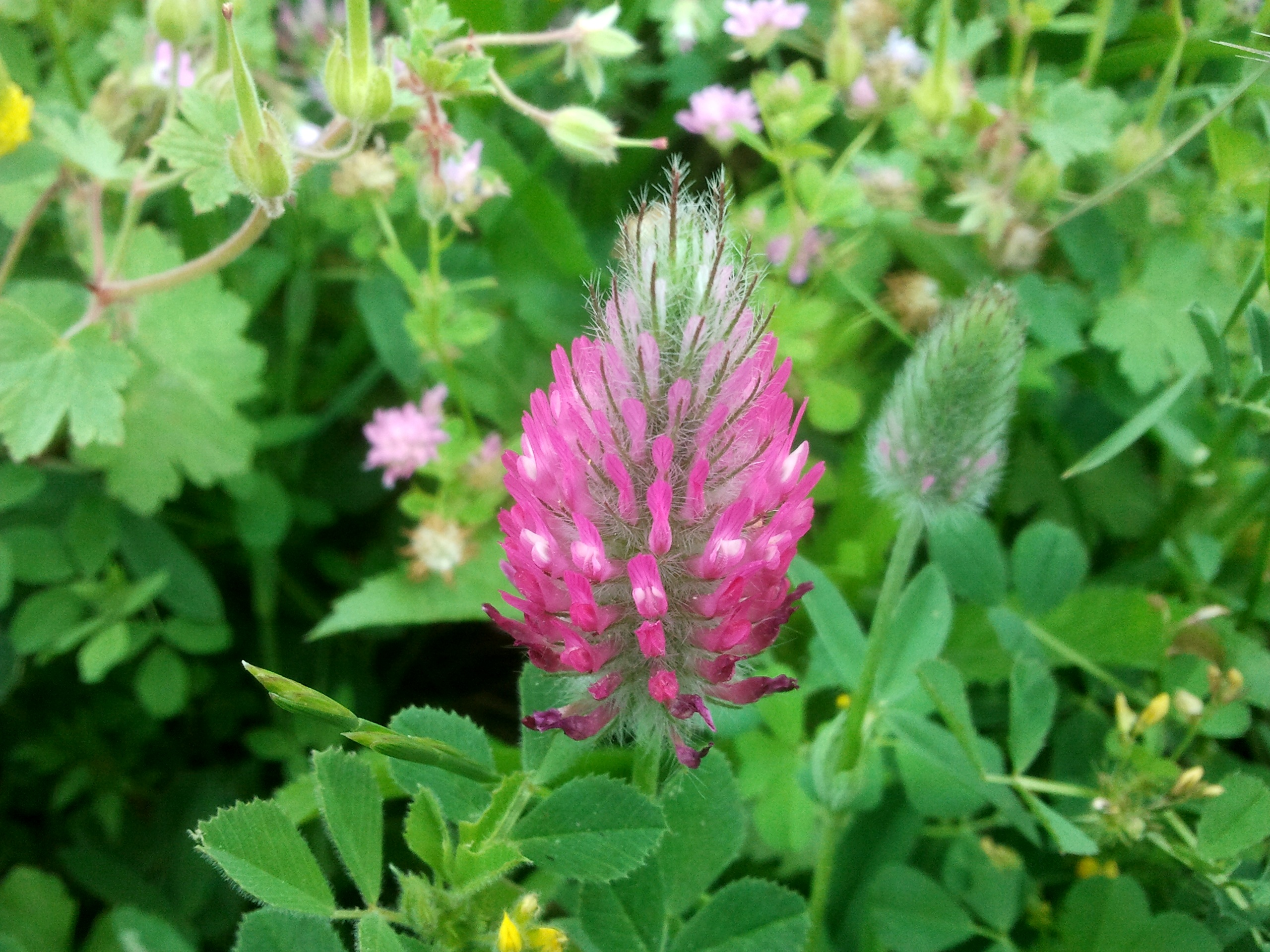
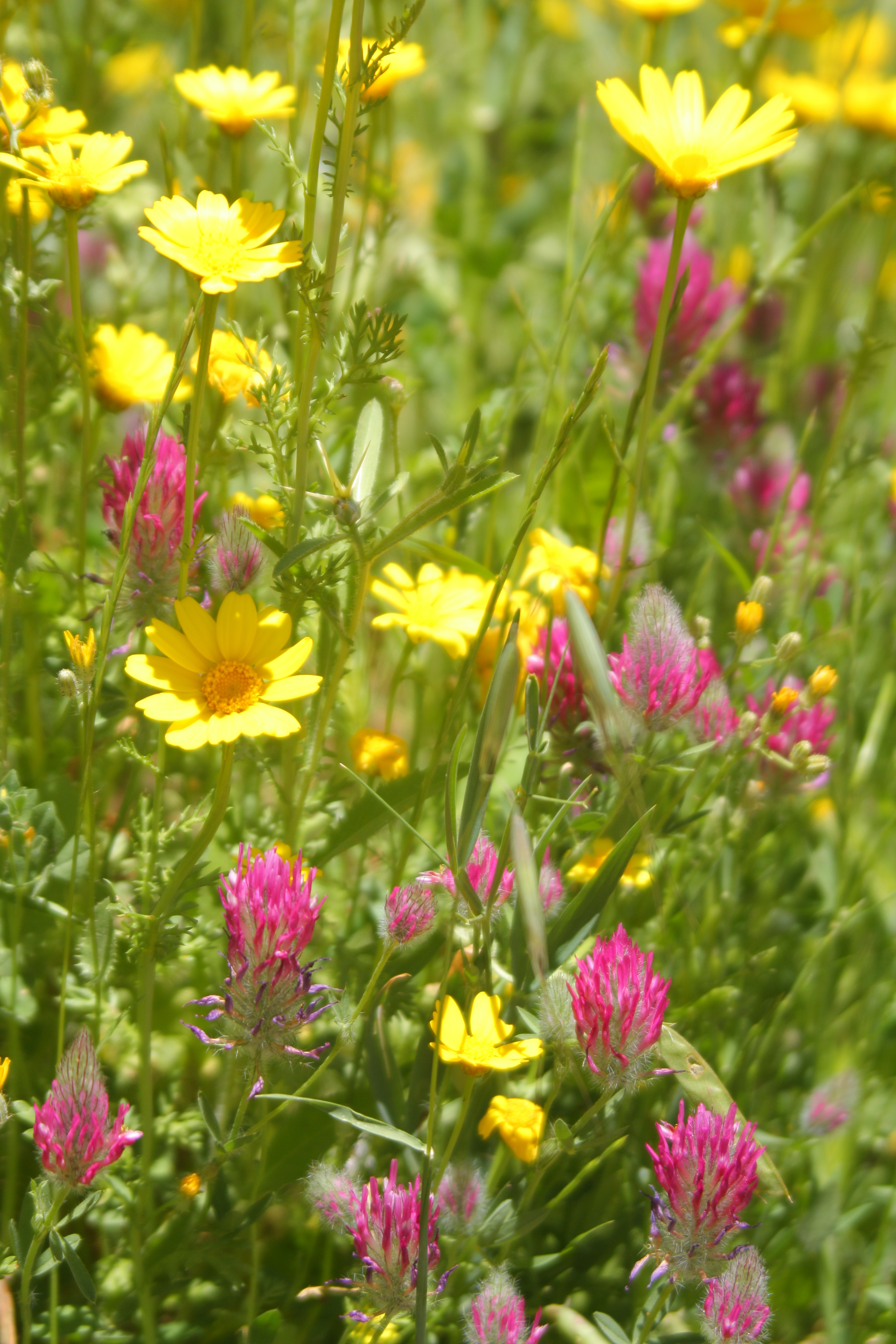
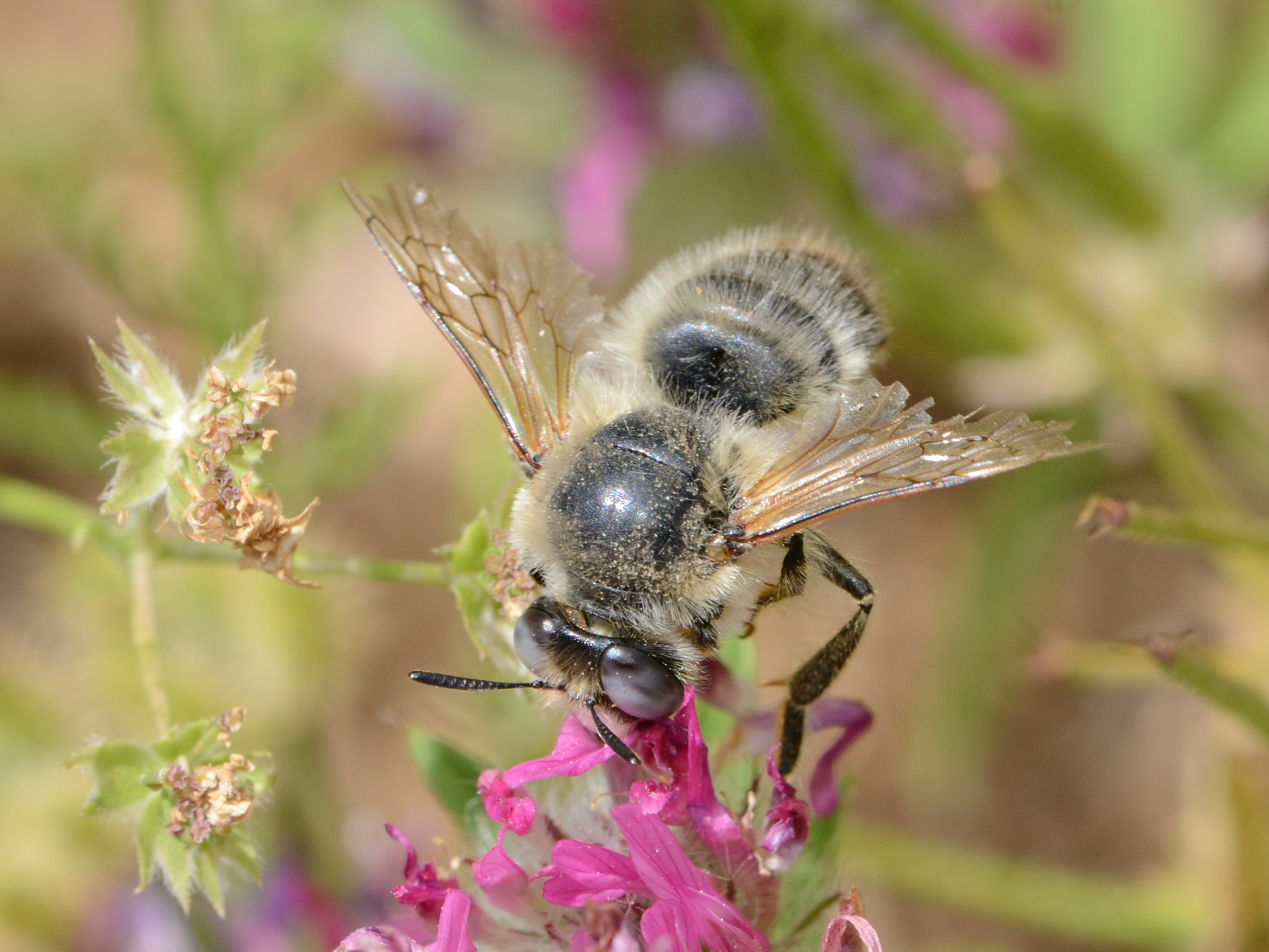
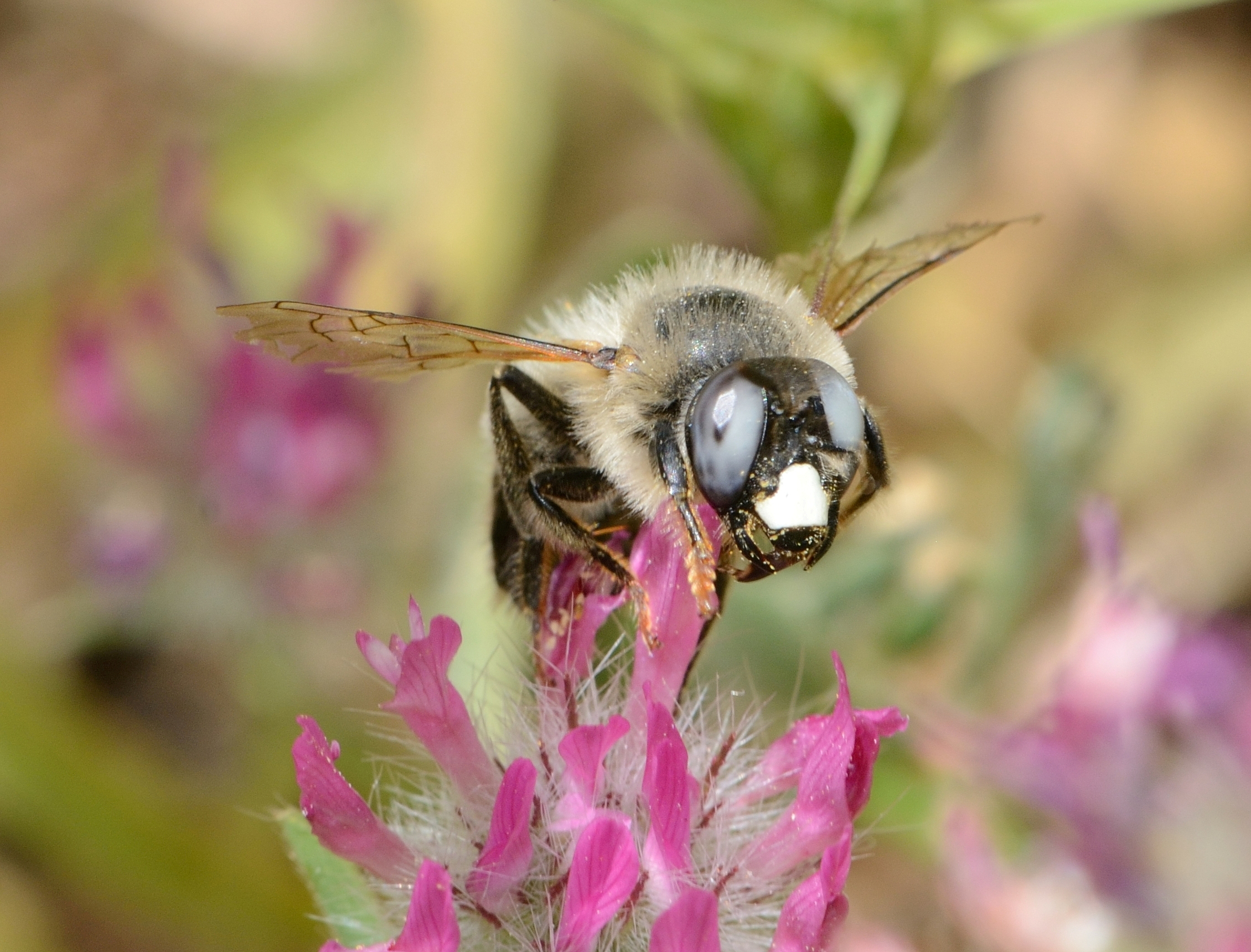